# Phlebiastes alaicus
Phlebiastes alaicus är en insektsart som beskrevs av Lukyanova 1988. Phlebiastes alaicus ingår i släktet Phlebiastes och familjen dvärgstritar. Inga underarter finns listade i Catalogue of Life.